# Robert Gajda
Robert Gajda (ur. 28 maja 1890 w Lipinach, zm. 20 kwietnia 1952 w Borowej Wsi) – polski ksiądz, kompozytor i muzyk.
Święcenia kapłańskie przyjął 12 lipca 1914 w Pradze. Ukończył studia kontrapunktyczne w Państwowym Konserwatorium we Wrocławiu. Był duszpasterzem w Lublińcu i Królewskiej Hucie. Od 1931 r. pełnił funkcje proboszcza w parafii Wełnowiec.
Od roku 1946 był proboszczem w Borowej Wsi, gdzie pełnił swą posługę do śmierci. Był rzeczoznawcą organowym, duszpasterzem organistów, wykładowcą w Szkole Muzyki Kościelnej im. św. Grzegorza w Katowicach, członkiem Komisji Muzyki Kościelnej oraz Zrzeszenia Księży Muzyków, założycielem Związku Polskich Chórów Kościelnych Diecezji Katowickiej. Dorobek ks. Gajdy to liczne utwory o charakterze religijnym i świeckim. Jest autorem czterech podręczników.